# جان سوليفان
جان سوليفان (بالإنجليزية: Jean Sullivan)‏ هي راقصة باليه وممثلة أمريكية، ولدت في 26 مايو 1923 في الولايات المتحدة، وتوفيت بنفس المكان في 27 فبراير 2003.

## وصلات خارجية
- جان سوليفان على موقع IMDb (الإنجليزية)
- جان سوليفان على موقع قاعدة بيانات الفيلم (الإنجليزية)